# Старе-Място (гмина)
Ста́ре-Мя́сто (пол. Stare Miasto) — сельская гмина (волость) в Польше, входит как административная единица в Конинский повет, Великопольское воеводство. Население — 10 073 человека (на 2004 год).

## Сельские округа
1. Барчиглув
2. Бич
3. Глувев
4. Яновице
5. Карсы
6. Казимерув
7. Кронголя
8. Кронголя-Первша
9. Лисец-Малы
10. Лисец-Вельки
11. Модла-Крулевска
12. Румин
13. Старе-Място
14. Труйка
15. Жджары
16. Жыхлин

## Прочие поселения
1. Бич-Остатки
2. Крушина
3. Лисец-Новы
4. Модла-Ксенжа
5. Модла-Колёня
6. Никляс
7. Новины
8. Посада
9. Посока
10. Пшисека
11. Томашев
12. Згода
13. Жджары-Колёня

## Соседние гмины
1. Гмина Голина
2. Конин
3. Гмина Кшимув
4. Гмина Рыхвал
5. Гмина Жгув
6. Гмина Тулишкув